# Fender Jagstang
Fender Jagstang – osobisty projekt gitary Kurta Cobaina, wokalisty i gitarzysty zespołu Nirvana. Leworęczny Cobain wymyślił gitarową hybrydę, którą nazwał Jagstang – instrument dla leworęcznych, mający elementy z Fendera Mustanga (którego zwykle używał) i Fendera Jaguara. Dla konstruktorów Marka Wittenberga i Larry’ego Brooksa zrobił polaroidowe zdjęcia Jaguara i Mustanga, przeciął je na pół i złożył w nową całość. Wykonał też bardzo dokładne rysunki opisujące inne elementy gitary.
Po powstaniu prototypu Fender wprowadził Jagstanga w uproszczonej wersji. Po śmierci Cobaina Courtney   Love podarowała jego prywatny model zespołowi R.E.M., Peter Buck gra na nim w wideo What’s the Frequency, Kenneth?. Istnieją również praworęczne modele Jagstanga.